# Juliette Goglia
Juliette Rose Goglia, née 22 septembre 1995, est une actrice américaine. Elle est surtout connue pour ses rôles dans les séries Disney Channel comme Phénomène Raven.

## Biographie
Juliette Goglia est née dans une banlieue de Los Angeles, en Californie, c'est la fille de Susan Stokey, une actrice, et Carmine Goglia, un peintre. Son grand-père maternel a été animateur d'une émission de jeu et producteur Mike Stokey. Elle a un frère aîné nommé Dante et une sœur aînée nommée Emily.

## Filmographie

### Cinéma
- 2004 : Garfield: le film  (Garfield: The Movie) : petite fille
- 2004 : The Long Shot : Collen O'Brian
- 2005 : Crazylove : Jenny
- 2005 : Treize à la douzaine 2 (Cheaper by the Dozen 2) :  Cliente du théâtre
- 2007 : Un grand-père pour Noël (A grandpa for Christmas) (TV) : Becca O'Riley
- 2009 : Sea, Sex and Fun  (Fired Up) : Poppy Colax
- 2010 : Easy Girl  (Easy A) : Olive Penderghast (Jeune)
- 2011 : A l’envers : Poivre Petit
- 2012 : Surveillance : Sarah Straton - court-métrage
- à déterminer : la façon dont vous regardez ce soir : Mia
- à déterminer : Ville de brouillard : Chelsea

### Télévision
- 2003 : Mon oncle Charlie : Joanie
- 2003 : La Vie avant tout (Saison 4, Épisode 20) : Gaby Heely
- 2003-2004 : Le Monde de Joan : Petite Fille de Dieu
- 2004 : Phénomène Raven : Sierra
- 2005 : Urgences (série télévisée) : Sydney Carlyle
- 2006-2007 : Les Experts :Hannah West
- 2006 : Vanished : Becca Jerome
- 2006 : 3 lbs. : Erica Lund
- 2006 : Desperate Housewives : Amy Pearce
- 2007 : Veronica Mars : Heather Button (Saison 3 épisode 13)
- 2007-2008 : Ugly Betty : Hilary
- 2008 : Hannah Montana : Angela Vitolo
- 2009 : Private Practice : Sarah Pierce : épisode Sainte Sarah
- 2010 : past life
- 2011 : Shake It Up : Savannah : épisode Match il Up
- 2012 : Le chercheur : Melissa Welling : épisode L’œil de la tempête
- 2012-2013 : Bonne Chance Charlie : Victoria : épisode : Les suspects inhabituels, Teddy et la Bambino
- 2013-2014 : Le spectacle de Michael J.Fox : Ève Henri (22 épisodes)
- 2014 : Scandal : Mackenzie Miller : épisode : Chair et sang
- 2015 : TMI Hollywood : Hôte / divers - épisode : C’est un Bird-Man !
- 2015 : Conseillers résidents : Rachel - (7 épisodes)
- 2016 : Mike et Molly : Frannie - épisode : Baby Bump, Bébé, s’il te plaît, ne pars pas
- 2017 : Doute : Sophie Armstrong - épisode : Pas un mot
- 2018 : J’étais une reine des oreillers chez les adolescentes : Lucinde - Filmo télévisé
- 2018 : Le quartier : Prairie - épisode : Bienvenue à Game Night-club
- 2020 : Les Magiciens : Clairon - épisode : Magiciens anonymes
- 2021 : 9-1-1 : Hudson Groupie
- 2023 : NCIS : Enquêtes spéciales : Evelyn Shaw / Viktoria Valkov